# Soroseris hookeriana
Soroseris hookeriana là một loài thực vật có hoa trong họ Cúc. Loài này được (C.B.Clarke) Stebbins miêu tả khoa học đầu tiên năm 1940.